# Münchhausen (pel·lícula de 1943)
Münchhausen és una pel·lícula de fantasia comèdia de 1943 dirigida per Josef von Báky. L'autor de ciència-ficció David Wingrove ha comentat que aquest treball "esquiva els problemes polítics immediats alhora que evoca imatges visuals meravelloses d'una Alemanya pastoral mítica".

## Trama
La pel·lícula s'obre en un ball del segle xviii, on el Baró Hieronymus von Münchhausen és proposat per una dona jove que està compromesa amb un altre home. Ell rebutja amablement el seu avenç i, quan se'n va, li demana que encengui el llum. La càmera segueix la seva mà fins a un interruptor de llum modern i la jove marxa en un automòbil. L'endemà, el baró, disfressat i amb un vestit modern, regala a la jove i al seu promès històries del famós baró Münchhausen, amb qui els seus convidats creuen que està llunyanament emparentat.
Comença a la seva ciutat natal de Bodenwerder, de tornada d'una aventura amb el seu servent de confiança Christian Kuchenreutter, que ha inventat una pistola que pot disparar amb precisió a una distància de 100 milles. El bruixot Cagliostro visita i demana al baró que s'uneixi a ell en una recerca per fer-se càrrec del tron de Polònia. El baró declina, explicant que no té cap interès pel poder. només per l'aventura.
A Sant Petersburg, el baró s'uneix a la cort de Caterina la Gran. Ella s'ofereix a nomenar-lo perquè sigui el seu general aide-de-camp i instal·lar-lo en una habitació sota la seva, amb un ascensor secret entre tots dos perquè puguin continuar amb la seva aventura. Accepta quedar-se fins que un d'ells vulgui més llibertat. Mentre està a la seva cort, el baró s'enfronta amb príncep Potemkin. La parella lluita en un "duel de cucuts" en una habitació fosca, on una de les parts està obligada a cridar "cucut" mentre l'altra apunta i dispara una pistola al so de la veu del seu oponent. El baró és ferit en el duel i va a Cagliostro, que ha arribat recentment a Sant Petersburg, per atendre la ferida. Mentre allà, el baró adverteix a Cagliostro de la seva imminent detenció. Després de curar el baró, Cagliostro li pregunta què és el que més desitja, ja que els diners i el poder no li interessen. El baró respon que vol ser tan jove com ell en aquell moment, durant el temps que desitgi. Cagliostro compleix el seu desig.
Al front turc, Potemkin encén un canó mentre el baró s'asseu a cavall. El baró munta la bala de canó fins al palau turc, on és esclavitzat juntament amb una princesa italiana. Després de dos mesos com a esclau, el baró es retroba amb Kuchenreutter i el seu corredor, Der Läufer, que poden recórrer centenars de milles en qüestió de minuts. Fa una aposta per la seva llibertat i la de la princesa amb el rei, on el seu corredor ha de recuperar una mica de vi Tokay de Viena en una hora. Després de guanyar l'aposta, el rei intenta fer passar una princesa falsa al baró. Enfadat, llisca sobre un anell que el fa invisible i fuig amb la princesa.
La parella s'escapa a Venècia, on el seu germà se sent ofès pel seu amor amb el baró. Repta el baró a un duel amb estoques. El baró humilia el germà, deixant-lo suïcida. El baró i Kuchenreutter s'escapen en un globus aerostàtic, que els porta a la Lluna. A la Lluna, es meravellen de com el temps es mou tan ràpidament: mentre que Münchhausen no canvia gens, Kuchenreutter envelleix ràpidament. Coneixen dos habitants de la Lluna, un dels quals es mou com un cap sense cos. Ella explica al baró com cap terrícola pot durar més d'un dia a la Lluna abans que s'assequin en el fum i s'esgotin. Tanmateix, abans que el baró pugui abandonar la Lluna, Kuchenreutter té un atac de cor i mor als seus braços, desapareixent en una bufada de fum.
Quan el baró acaba la seva història, els seus convidats el corregeixen sobre algunes de les seves inexactituds històriques, citant el fet que el veritable baró va morir abans que alguns dels fets tinguessin lloc. Això fa que el baró confessi que de fet és el mateix home que la llegenda i que fa 40 anys que està feliçment casat amb la seva dona. Desconcertats per la seva admissió, els convidats marxen ràpidament. La dona del baró li demana que fugi, com fa habitualment quan les seves escapades es descontrolen, molesta perquè ha confessat la veritat. El baró es nega a marxar i, en canvi, revoca el regal de Cagliostro. Immediatament envelleix per igualar els anys avançats de la seva dona.

## Repartiment
| Actor                 | Paper                     |
| --------------------- | ------------------------- |
| Hans Albers           | Baró de Münchhausen       |
| Ilse Werner           | Isabel d'Este             |
| Wilhelm Bendow        | L'home a la lluna         |
| Brigitte Horney       | Caterina II de Rússia     |
| Michael Bohnen        | Duc Karl von Braunschweig |
| Ferdinand Marian      | Comte de Cagliostro       |
| Hans Brausewetter     | Baró von Hartenfeld       |
| Hermann Speelmans     | Christian Kuchenreutter   |
| Marina von Ditmar     | Sophie von Riedesel       |
| Andrews Engelmann     | Príncep Potemkin          |
| Käthe Haack           | Baronessa Münchhausen     |
| Waldemar Leitgeb      | Príncep Grigori Orlov     |
| Walter Lieck          | Runner                    |
| Hubert von Meyerinck  | Príncep Anton Ulrich      |
| Jaspar von Oertzen    | Comte Lanskoi             |
| Werner Scharf         | Príncep Francesco d'Este  |
| Armin Schweizer       | Johann                    |
| Leo Slezak            | Sultà Abd ul Hamid        |
| Hilde von Stolz       | Louise La Tour            |
| Louis Brody           | Servent (no acreditat)    |
| Theodor Wonja Michael | Servent (no acreditat)    |

## Història
El ministre de propaganda nazi Joseph Goebbels va ordenar la producció de Münchhausen per celebrar el 25è aniversari de la UFA, estudi de cinema que el va estrenar. La Jubiläumsfilm, o pel·lícula d'aniversari, va ser encarregada per Goebbels, i Fritz Hippler va ser escollit per supervisar la producció de la pel·lícula. Hippler, que va ser instaurat com a Reichsfilmdramaturg l'any 1939 per Goebbels, va compartir la seva opinió que totes les disciplines artístiques, inclosa el cinema, s'havien de "coordinar" per fer-se ressò dels temes de propaganda que el règim va decidir destacar, seguint la política de Gleichschaltung.
Münchhausen va representar el cim de l'estil de propaganda Volksfilm dissenyat per entretenir les masses i distreure la població de la guerra, prenent prestat el gènere de Hollywood de les produccions de gran pressupost amb extenses imatges acolorides. L'estrena de la pel·lícula Technicolor El màgicd'Oz als Estats Units va ser una gran influència per a Goebbels. L'any 1940, el laboratori d'investigació alemany Agfa estava produint la seva pròpia versió de pel·lícula en color que havia "posat al dia amb els nord-americans en [cinematografia en color]" segons el Diari de Goebbels.
Münchhausen va ser el tercer llargmetratge fet a Alemanya amb el nou material negatiu-positiu Agfacolor. Hippler i el director del grup de producció d'Ufa, Eberhard Schmidt, van contractar Erich Kästner per al guió, una decisió polèmica, ja que algunes de les obres anteriors de Kästner, com ara Fabian, van ser prohibides després de 1933, quan el partit nazi va començar una forta censura del arts.
Hippler va afirmar més tard que la decisió va portar a la seva destitució del càrrec, però Goebbels va afirmar en el seu propi diari que "contratemps, alcoholisme i problemes familiars" van ser de fet la causa del seu acomiadament. El mateix Kästner. va escriure sota el pseudònim Berthold Bürger, una obra de teatre amb dos noms; un creador de la llegenda de Münchhausen, Gottfried Bürger, i Bertolt Brecht, un amic de Kästner que va ser exiliat el 1933 pel Tercer Reich. El guió final va ser extret del text original publicat el 1785, així com d'altres dues versions: la versió de Karl Leberecht Immermann de 1839 i la versió de 1920 de Carl Haensel.

## Producció
La producció de la pel·lícula va començar el 1941 amb un pressupost inicial de més de 4,5 milions de Reichsmarks (ℛℳ) que va augmentar fins als 6,5 milions de ℛℳ, després de les intencions de Goebbels de "superar els efectes especials i l'art del color" de la pel·lícula Technicolor d'Alexander Korda El lladre de Bagdad. Josef von Báky va mirar aquesta pel·lícula així com les produccions de Hollywood de La Blancaneus i els set nans i Allò que el vent s'endugué per inspiració visual. Emil Hasler i Otto Gülstorff van dissenyar l'escenografia, i Konstantin Irmen-Tschet va ser l'encarregat de muntar i muntar la pel·lícula, inclosos els efectes especials.
El pressupost de la pel·lícula va permetre a von Báky i al seu personal de producció oportunitats gairebé il·limitades per mostrar la naturalesa superlativa de la visió de Kästner del baró von Münchhausen. L'escena del sopar que se situa al palau rus presentava vaixella d'or i plata real, així com porcellana Meissen cedida pels museus, i estava protegida per guàrdies de les SS vestits amb disfresses mentre es rodava l'escena. La seqüència d'escenes de Venècia es va rodar en el lloc, amb Irmen-Tschet obtenint accés privat al Gran Canal durant un dia sencer, tal com va assenyalar Eberhard von Weise, que va treballar en la producció de la pel·lícula. A més, von Weise va escriure sobre el moviment de conjunts sencers a través de la frontera en vagons amb "preciós vestits de carnaval" enmig de nombroses altres peces escèniques que van ser portades i utilitzades pels venecians locals com a extres a la pel·lícula.

## Recepció
Adolf Hitler i Goebbels tenien un desacord ben documentat sobre com s'havia de produir la propaganda del Tercer Reich, amb Goebbels afavorint l'estil Volksfilm. Es va referir a Münchhausen com una "pel·lícula popular en el sentit més veritable del terme".
La pel·lícula es va estrenar en un moment clau en el domini nazi després de les pèrdues massives del 6è Exèrcit a la batalla de Stalingrad i va ser un intent de revitalitzar la població alemanya. La pel·lícula va proporcionar un alleujament visual de la guerra i, com una de les poques pel·lícules fantàstiques produïdes pel Ministeri de Propaganda, va representar una rara oportunitat per escapar. Després de veure parts de la pel·lícula, Hitler va donar instruccions Goebbels per assegurar-se que "Kästner no hauria de tenir més aassignacions."
Quan la pel·lícula es va estrenar per primera vegada tenia un temps d'execució de 133 minuts, però tres mesos més tard es va publicar una segona versió recensurada amb un temps d'execució de 118 minuts, la qual cosa indica la decisió d'eliminar els aspectes més controvertits de la pel·lícula per part del Ministeri. de Propaganda. Avui existeix una versió de 114 minuts a la Fundació Murnau. Els periodistes i crítics contemporanis van assenyalar molts aspectes de la pel·lícula, sobretot el paper del gènere i la sexualitat i els temes fantàstics com a evidència que la pel·lícula estava pensada com un contrapunt al domini nazi.
Hippler va negar aquestes afirmacions afirmant que en la "guerra total", tal com es descriu en el discurs de Sportspalast de Goebbels de 1943, "la vida nacional es converteix en armes" i enfortir la moral d'un país era clau per a l'èxit de la campanya alemanya. Tant durant com després de la Segona Guerra Mundial, la pel·lícula va tenir un gran èxit comercial i de crítica i no sols va recuperar la important inversió del govern, sinó que també va obtenir elogis moderns per ser "la pel·lícula en color alemanya més gran de tots els temps" de l'historiador del cinema Eric Rentschler.

## Disponibilitat
Una versió de 110 minuts d'aquesta pel·lícula va ser llançada en DVD (NTSC, Regió 1) per Kino Video el 20 de juliol de 2004. La mateixa versió es va publicar en DVD PAL (Regió 2) pel video britànic Eureka Video el juliol de 2005.